# جاجرم
جاجَرم، شهری در استان خراسان شمالی و مرکز شهرستان جاجرم است. جاجرم در فاصله ۱۷۵ کیلومتری از بجنورد قرار دارد. شهر جاجرم  یکی از مهمترین شهر این خطه از ۴۰۰ سال پیش تا گذشته‌های دور بوده است.

## پیشینه
شهر جاجرم، مرکز ولایت قدیم جاجرم، به عنوان یکی از ولایت‌های دوازده‌گانه ربع نیشابور (خراسان غربی)، شناخته می‌شود و به گفته یاقوت حموی، سرزمینی است که در ناحیه میان نیشابور و جوین و جرجان قرار گرفته است. ولایت جاجرم قدیم، دارای شهری به همین نام است که در مسیر راه جرجان قرار گرفته؛ یاقوت حموی آن را با تعبیر «شهر زیبا» یاد می‌نماید و محمد مقدسی، شهر جاجرم را شهری بزرگ با بارو و مسجد جامعی زیبا توصیف کرده است. شهر قدیمی جاجرم، در مسیر جاده کهن فلات مرکزی ایران-خراسان قرار گرفته که ظاهراً از شاخه‌های جاده ابریشم به‌شمار می‌آمد و چنان‌که در فرهنگ انجمن‌آرای ناصری آمده است ظاهراً نام نخستین آن، «جای گرم» بوده است.

## مردم‌شناسی
اهالی آن از طوایف متعددی تشکیل شده‌اند. صالحی‌ها تیره‌هایی از محولاتی‌ها هستند که در زمان آقا محمد خان قاجار به اینجا کوچ کرده‌اند. مقصودی‌ها و رمضانلوها دو طایفه بزرگ و قدیمی جاجرم هستند که برطبق اسناد تاریخی در زمان نادرشاه از استرآباد به جاجرم مهاجرت کردند.
گنجه‌ای‌ها یا همان نایب‌ها «گرایلی» یکی از بزرگترین طوایف جاجرم هستند که به تبعیت از بزرگِ طایفه‌ی خود حاج دوست محمد توسط نادر شاه از منطقه گنجه و قره باغ به جاجرم کوچ اجباری داده شدند. این طایفه بعدها به دلیل به دست گرفتن مناصب حکومتی مثل نایب الحکومه‌ی جاجرم به نایب‌ها معروف شدند.
طایفه ادهم (دهقانها_دوقونا)  یکی بزرگترین طایفه‌های جاجرم می‌باشند که متشکل از طوایف محمودی ،ادهمی ،خواجه ، بشارتی، طالبی، بهرامی، قانع و چند فامیل دیگر میباشد و شغل اجدادی آنها نیز کشاورزی بوده است.
سادات طایفه بزرگ شیخ الاسلامی یکی از قدیمی‌ترین و بزرگترین طایفه‌های جاجرم می‌باشند که متشکل از فامیلهای شیخ الاسلامی ، اسلامی ، سیدی ، صداقت ، رضائیان و چندین فامیل دیگر می‌باشد ، شغل اجداد این طایفه تجارت ، مکتبداری ، دامداری و کشاورزی بوده است 
ازبکها از خوارزم و شاکری‌ها نیز از بخارا به این منطقه آمده‌اند.

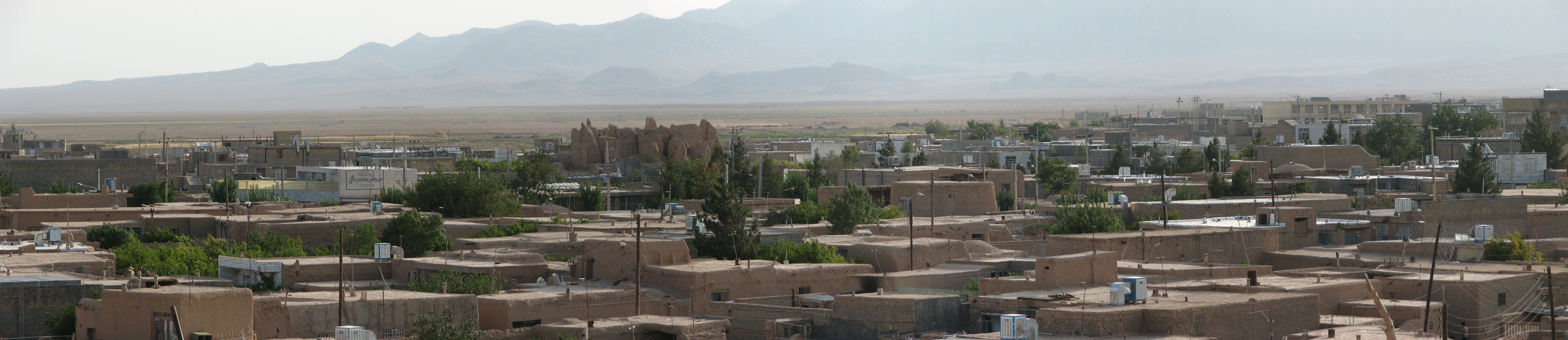
نمایی از شهر